# Кузьмоловский
Ку́зьмоловский — посёлок городского типа во Всеволожском районе Ленинградской области. Административный центр Кузьмоловского городского поселения.

## Название
Топоним происходит:
- по одной из версий от личного имени фин.  или карел. Kuisma — Кузьма[3]
- по другой версии от слова фин. kuisma — растение зверобой[3][4]

## История
1 апреля 1961 года посёлок Кузьмолово был переименован в Кузьмоловский и преобразован в рабочий посёлок с включением в его черту деревни Куялово.
21 апреля 1961 года в нём был образован Кузьмоловский поселковый совет депутатов трудящихся. В состав поссовета вошли: рабочий посёлок Кузьмоловский и две деревни: Кузьмолово и Куялово.
Кузьмоловский — типичный посёлок городского типа с плотной жилой застройкой и преимущественно многоэтажными кирпичными домами. В своих нынешних границах посёлок сложился в 1960—1970-е годы; толчком для его развития послужило строительство в 1950-х годах предприятия РНЦ «Прикладная химия» (ГИПХ).

## География
Посёлок расположен в центральной части Всеволожского района на автодороге 41К-065 (Санкт-Петербург — Матокса) в месте примыкания к ней автодороги 41К-075 (Юкки — Кузьмоловский). Расстояние до районного центра, 41 км.
В посёлке находится железнодорожная платформа Приозерского направления Октябрьской железной дороги.
К Кузьмоловскому относятся микрорайоны «Заозёрная-Юбилейная» и «Надежда» (комплекс коттеджей, менее 1 км к западу от посёлка).
Главная часть Кузьмоловского образует прямоугольник с чётко очерченными границами площадью не более 1 км². С запада посёлок примыкает к железной дороге Приозерского направления, а с востока — к Токсовскому шоссе. Таким образом, от Санкт-Петербурга до Кузьмоловского можно добраться двумя видами общественного транспорта: электропоездом или маршрутным такси.

## Население
| 1970    | 1979    | 1989    | 1997    | 2002    | 2006    | 2009    |
| ------- | ------- | ------- | ------- | ------- | ------- | ------- |
| 6970    | ↗10 268 | ↗10 435 | ↘10 100 | ↘9725   | ↘9200   | ↘9033   |
| 2010    | 2012    | 2013    | 2014    | 2015    | 2016    | 2017    |
| ↗9689   | ↗9791   | ↗9885   | ↗10 081 | ↗10 098 | ↘10 018 | ↗10 135 |
| 2018    | 2019    | 2020    | 2021    | 2023    | 2024    | 2025    |
| ↗10 266 | ↗10 538 | ↗10 653 | ↗12 820 | ↘12 794 | ↘12 786 | ↘12 727 |

Национальный состав
Согласно данным Всероссийской переписи населения 2021 года в посёлке проживали 12 820 человек, из них:
 русские — 9472, украинцы — 91, финны-ингерманландцы — 30, белорусы — 28, узбеки — 27, татары — 24, азербайджанцы — 20, армяне — 17, молдаване — 17, евреи — 14, таджики — 11, чеченцы — 8, грузины — 7, поляки — 5, киргизы — 4, буряты — 3, корейцы — 3, чуваши — 3, абхазы — 2, башкиры — 2, калмыки — 2, латыши — 2, мордва — 2, аварцы — 1, адыгейцы — 1, арабы — 1, болгары — 1, вепсы —1, гагаузы — 1, греки — 1, казахи — 1, карелы — 1, литовцы — 1, немцы — 1, удмурты — 1, чукчи — 1, эстонцы — 1, другие национальности — 93 человека, остальные национальность не указали.

## Фото

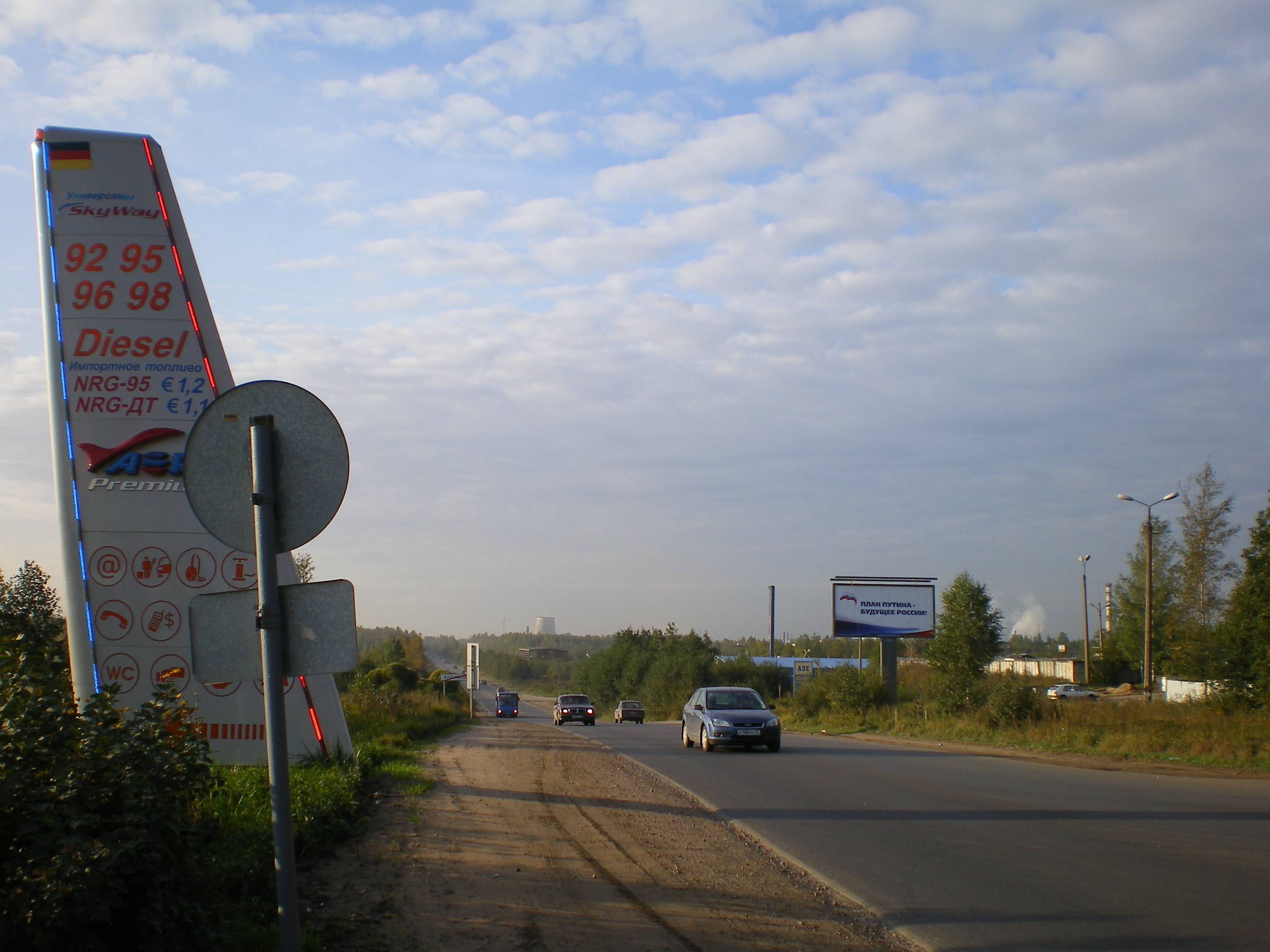
Трасса из Санкт-Петербурга
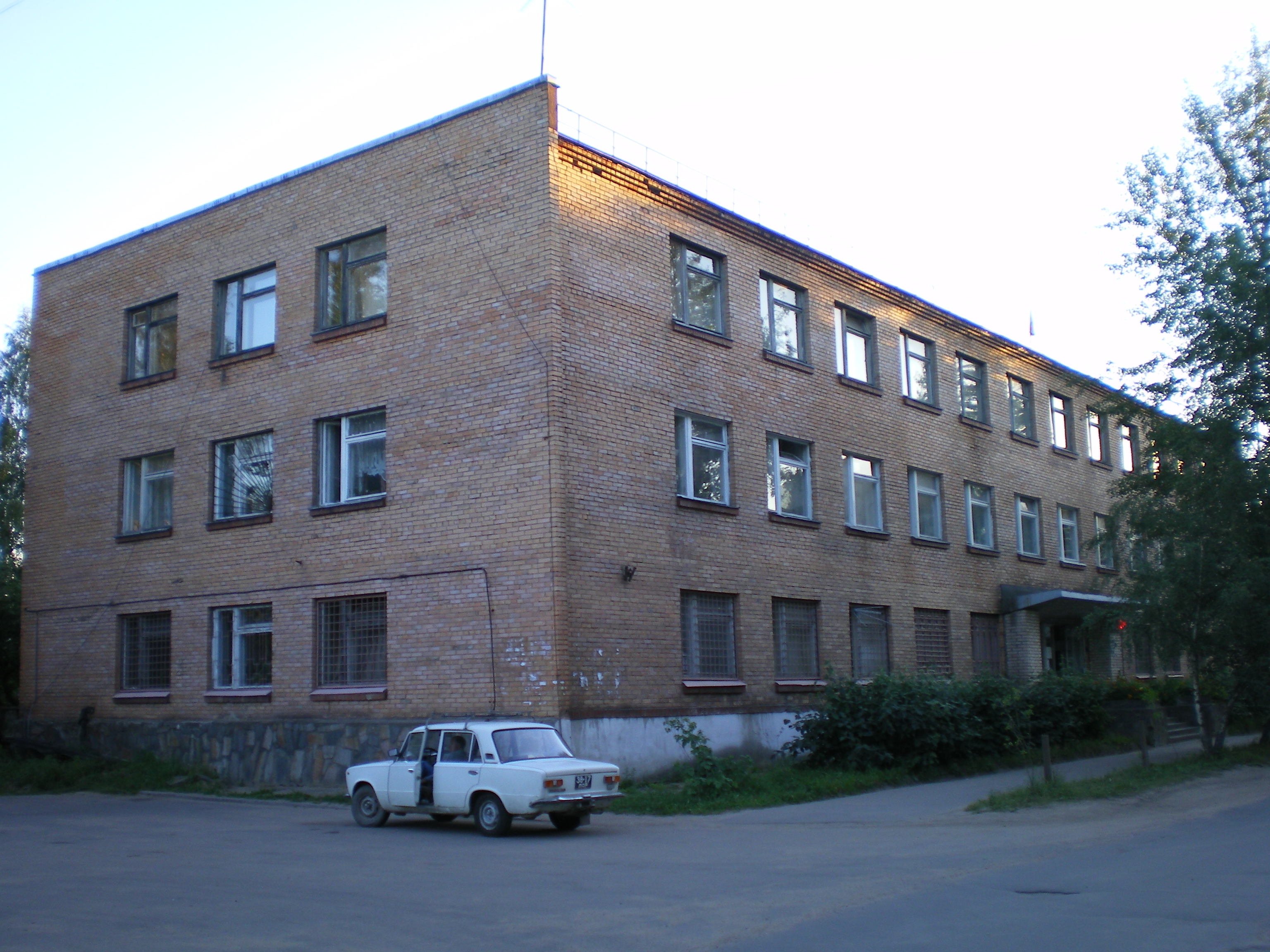
Здание администрации
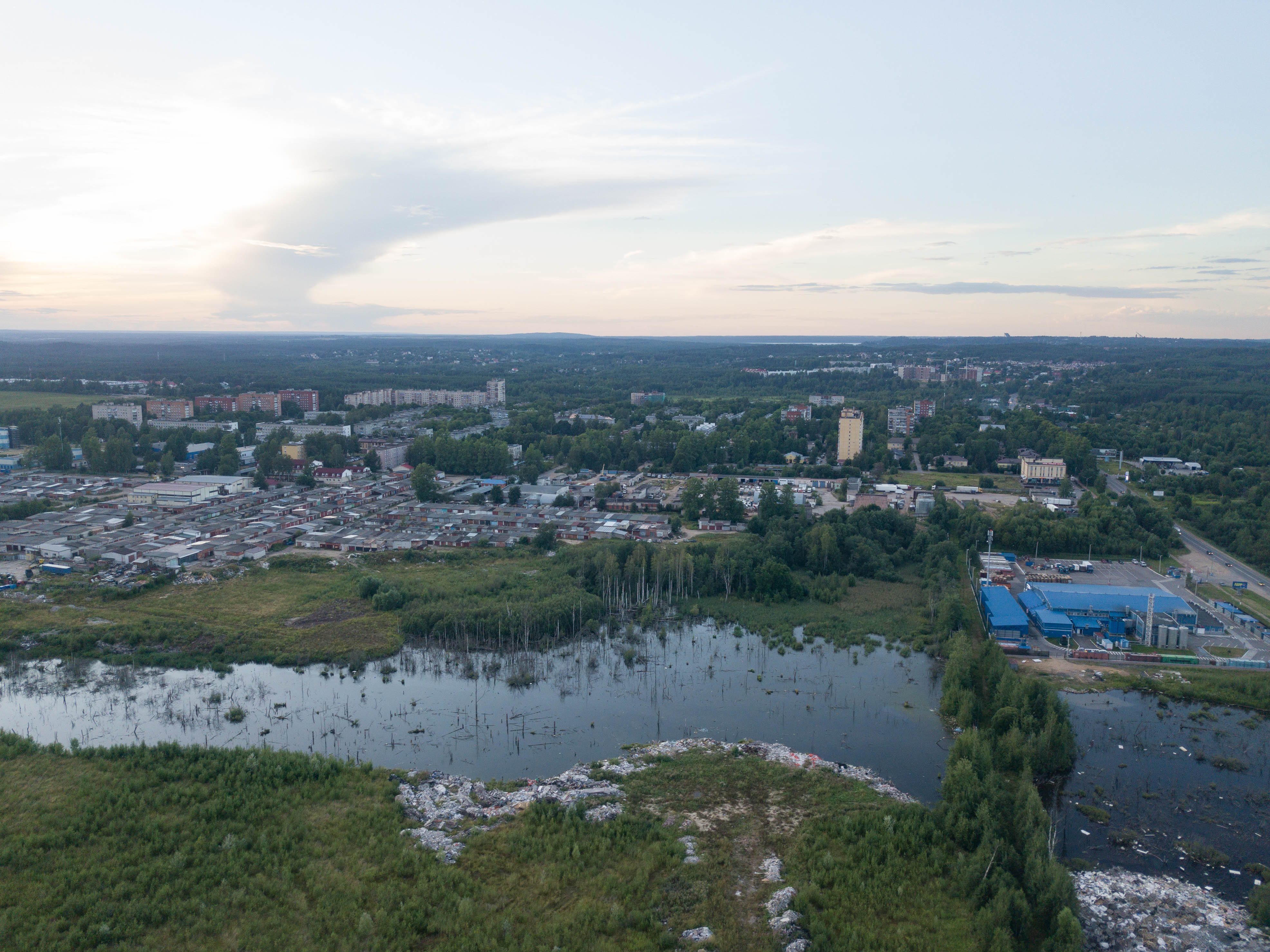
Вид с воздуха

## Спорт
Футбольная команда «Кузьмоловчанин» выступает в чемпионате Всеволожского района.
Местная хоккейная команда «Химик» выступает в чемпионате Ленинградской области.

## Известные жители
В посёлке родился (1988) и начал заниматься спортом почётный житель посёлка, заслуженный мастер спорта, чемпион ХХХ летних Олимпийских игр 2012 года в Лондоне по волейболу — Максим Михайлов.

## Улицы
10-й проезд, 12-й проезд, 15-й проезд, 2-й проезд, 5-й проезд, 6-й проезд, 9-й проезд, Детская, Железнодорожная, Заводская, Заозёрная, Заречная, Зелёная, Каштановая, Кедровый проезд, Кипарисовый проезд, Кленовая, Короткий переулок, Ленинградское шоссе, Лесная, Молодёжная, Новая, Охтинская, Пасечная, Пионерская, Победы, Подгорная, Придорожная, Промышленная, Рубежная, Рядового Леонида Иванова, Садовая, Светлая, Семейная, Сиреневая, Солнечная, Сосновый проезд, Спортивная, Строителей, Центральная, Школьная, Юбилейная, Южная.